# Comuna Ghilad, Timiș
Ghilad (germană Gilad, Kilatt, maghiară Gilad) este o comună în județul Timiș, Banat, România, formată din satele Gad și Ghilad (reședința). Comuna Ghilad a fost înființată prin Legea nr. 54/2004, desprinzându-se de orașul Ciacova.

## Politică
Comuna Ghilad este administrată de un primar și un consiliu local compus din 11 consilieri. Primarul, Florin Tuhuț[*], de la Partidul Național Liberal, este în funcție din 1 noiembrie 2024. Începând cu alegerile locale din 2024, consiliul local are următoarea componență pe partide politice:
|  | Partid                          | Consilieri | Componența Consiliului | Componența Consiliului | Componența Consiliului | Componența Consiliului |
|  | ------------------------------- | ---------- | ---------------------- | ---------------------- | ---------------------- | ---------------------- |
|  | Partidul Național Liberal       | 4          |                        |                        |                        |                        |
|  | Partidul Social Democrat        | 4          |                        |                        |                        |                        |
|  | Alianța pentru Unirea Românilor | 2          |                        |                        |                        |                        |
|  | Alianța Dreapta Unită           | 1          |                        |                        |                        |                        |

## Demografie
Componența etnică a comunei Ghilad
     Români (81,11%)
     Romi (7,83%)
     Maghiari (1,64%)
     Alte etnii (0,84%)
     Necunoscută (8,58%)
Componența confesională a comunei Ghilad
     Ortodocși (84,18%)
     Romano-catolici (3,52%)
     Penticostali (2,43%)
     Alte religii (0,94%)
     Necunoscută (8,92%)
Conform recensământului efectuat în 2021, populația comunei Ghilad se ridică la 2.017 locuitori, în scădere față de recensământul anterior din 2011, când fuseseră înregistrați 2.078 de locuitori. Majoritatea locuitorilor sunt români (81,11%), cu minorități de romi (7,83%) și maghiari (1,64%), iar pentru 8,58% nu se cunoaște apartenența etnică. Din punct de vedere confesional, majoritatea locuitorilor sunt ortodocși (84,18%), cu minorități de romano-catolici (3,52%) și penticostali (2,43%), iar pentru 8,92% nu se cunoaște apartenența confesională.

## Legături externe

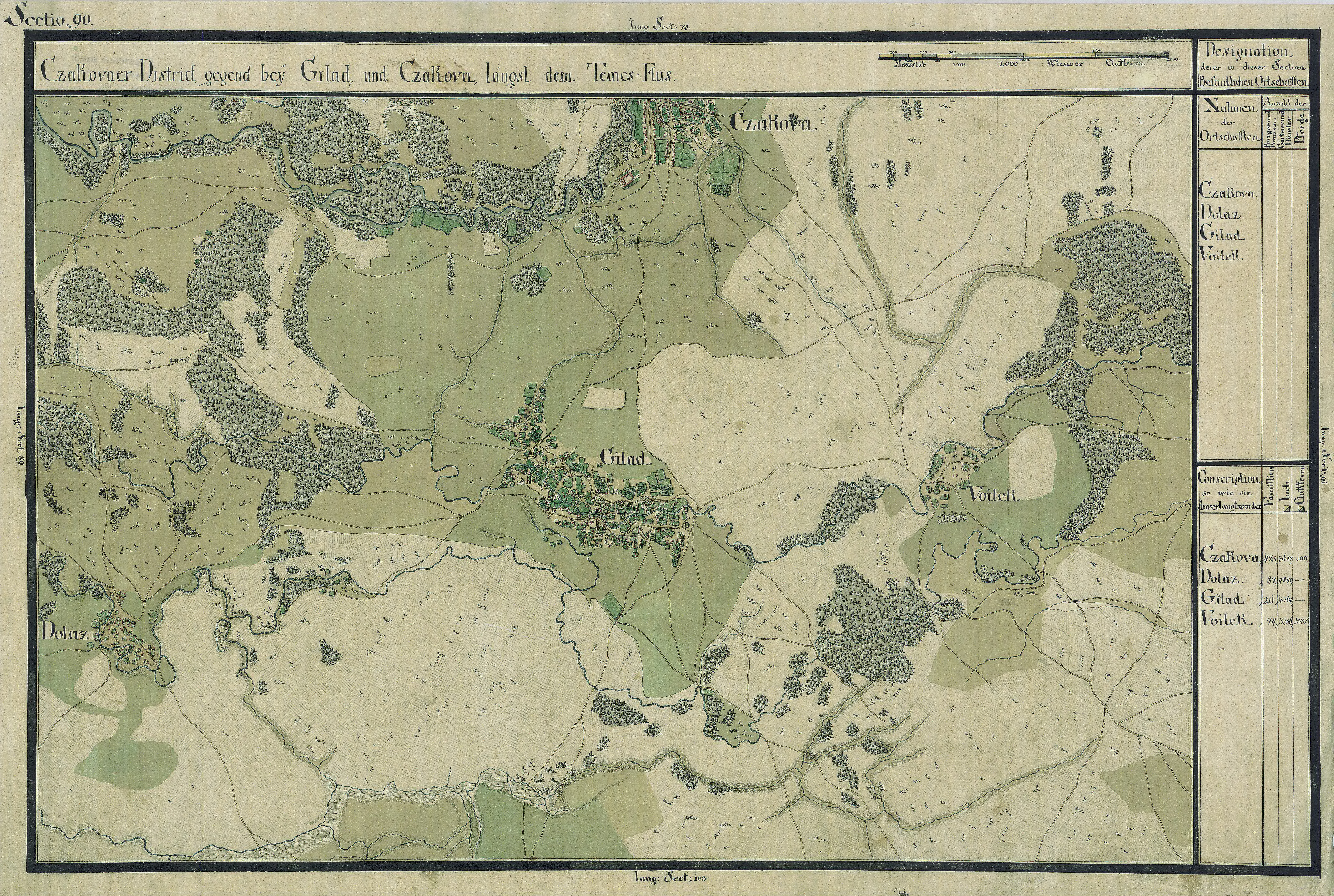
Ghilad în Harta Iosefină a Banatului, 1769-72